# I wojna perska
Pierwsza wojna perska – atak wojsk imperium perskiego na Grecję w 490 p.n.e.
W połowie VI w. p.n.e. Persowie zajęli wiele miast greckich w Azji Mniejszej (Jonia). Pomiędzy 500-499 p.n.e. miasta te zbuntowały się. Powstańcom niewielkiej pomocy udzieliły Ateny i Eretria. W 494 p.n.e., po pięciu latach walk powstanie zostało stłumione, Persowie zdobyli i zniszczyli Milet, a król perski postanowił zemścić się na miastach, które wsparły powstańców. Dwa lata później Mardoniusz zdobył Trację i Macedonię.
W 490 p.n.e. Persowie pod wodzą Datysa i Artafernesa najechali Grecję. Zajęli i spustoszyli Eretrię i Cyklady, po czym wylądowali w Attyce. Pod Maratonem doszło do decydującej bitwy z wojskami greckimi (głównie ateńskimi, Spartanie spóźnili się ponieważ względy religijne miały przeszkodzić im w wyruszeniu na czas) pod dowództwem Miltiadesa. Dzięki lepszej taktyce i lepszemu uzbrojeniu (zobacz: hoplici), wojska greckie zadały znacznie liczniejszym Persom druzgocącą klęskę.
Zwycięstwo pozwoliło Ateńczykom na lepsze przygotowanie się do nowej wojny.

## Najważniejsze wydarzenia pierwszej wojny perskiej
- 490 p.n.e. – zniszczenie Eretrii
- 490 p.n.e. – bitwa pod Maratonem